# Вулиця Академіка Біляшівського
Ву́лиця Акаде́міка Біляші́вського — вулиця у Святошинському районі міста Києва, селище Жовтневе. Пролягає від Міжнародної до Жмеринської вулиці.
Прилучаються вулиці Юрія Клена, Рейнгольда Глієра, Професора Ейхельмана, Майка Йогансена, Старицької-Черняхівської, Збруцька, Михайла Драй-Хмари, Скарбова, Астрономічна і Бетховена.

## Історія
Вулиця виникла у 50-ті роки XX століття під назвою Нова, з 1961 року — вулиця Гагаріна (тоді ж таку назву мав проспект Леоніда Каденюка у Дніпровському районі). Сучасна назва на честь українського археолога Миколи Біляшівського — з 1968 року.